# Draft 1949 de la BAA
1948 1950
La draft 1949 de la BAA est la troisième draft annuelle de la Basketball Association of America (BAA), qui deviendra plus tard la National Basketball Association (NBA), se déroulant en amont de la saison 1949-1950. Elle s'est tenue le 21 mars 1949 à New York. Cette draft se compose de huit tours avec 75 joueurs sélectionnés,. Ce fut la dernière draft avant la fusion entre la Basketball Association of America et la National Basketball League.
Lors de cette draft, 11 équipes de la BAA choisissent à tour de rôle des joueurs évoluant au basket-ball universitaire américain. Les équipes BAA avaient la possibilité, avant la draft, de sélectionner un joueur qui venait d'un lycée à moins de 80 kilomètres de la ville et abandonnèrent alors leur premier choix, il s'agit du territorial pick.
Le premier choix de cette draft fut Howie Shannon. Trois joueurs issus de cette draft sont devenus « Hall of Famers » : Ed Macauley, Vern Mikkelsen et Dick McGuire.

## Draft
| ^ | Signale un joueur qui a été intronisé au Basketball Hall of Fame                                                                |
| * | Signale un joueur qui a été sélectionné pour au moins un match annuel NBA All-Star Game et une récompense annuelle All-NBA Team |
| + | Signale un joueur qui a été sélectionné pour au moins un match annuel NBA All-Star Game                                         |

### Territorial pick
| Rang | Joueur          | Nationalité | Équipe NBA             | Université  |
| ---- | --------------- | ----------- | ---------------------- | ----------- |
| TP   | Ed Macauley^    | États-Unis  | Bombers de Saint-Louis | Saint-Louis |
| TP   | Vern Mikkelsen^ | États-Unis  | Lakers de Minneapolis  | Hamline     |

### Premier tour
| Rang | Joueur               | Équipe NBA                 | Université     |
| ---- | -------------------- | -------------------------- | -------------- |
| 1    | Howie Shannon        | Steamrollers de Providence | Kansas State   |
| 2    | Alex Groza*          | Olympians d'Indianapolis   | Kentucky       |
| 3    | Bob Harris (en)      | Pistons de Fort Wayne      | Oklahoma State |
| 4    | Tony Lavelli         | Celtics de Boston          | Yale           |
| 5    | Vern Gardner (en)    | Warriors de Philadelphie   | Utah           |
| 6    | Ron Livingstone (en) | Bullets de Baltimore       | Wyoming        |
| 7    | Dick McGuire^        | Knickerbockers de New York | St. John's     |
| 8    | Wallace Jones        | Capitols de Washington     | Kentucky       |
| 9    | Jack Kerris (en)     | Stags de Chicago           | Loyola         |
| 10   | Frank Saul           | Royals de Rochester        | Seton Hall     |

### Deuxième tour
| Rang | Joueur             | Équipe NBA                 | Université       |
| ---- | ------------------ | -------------------------- | ---------------- |
|      | Leo Barnhorst+     | Olympians d'Indianapolis   | Notre Dame       |
|      | Ralph Beard*       | Stags de Chicago           | Kentucky         |
|      | Jack Coleman+      | Royals de Rochester        | Louisville       |
|      | Harry Donovan (en) | Knickerbockers de New York | Muhlenberg       |
|      | George Kaftan      | Celtics de Boston          | Holy Cross       |
|      | Jim Nolan (en)     | Warriors de Philadelphie   | Georgia Tech     |
|      | John Oldham (en)   | Pistons de Fort Wayne      | Western Kentucky |
|      | Johnny Orr (en)    | Bombers de Saint-Louis     | Beloit           |
|      | Jim Owens          | Capitols de Washington     | Baylor           |

### Liste des joueurs notables draftés plus bas
| Tour | Joueur           | Équipe NBA            | Université    |
| ---- | ---------------- | --------------------- | ------------- |
| 3    | Dwight Eddleman+ | Stags de Chicago      | Illinois      |
| 3    | Fred Schaus*     | Pistons de Fort Wayne | West Virginia |
|      | Bob Harrison+    | Lakers de Minneapolis | Michigan      |
|      | Paul Walther+    | Lakers de Minneapolis | Tennessee     |